# Anatoli Ljadov
Anatoli Konstantinovitsj Ljadov, (Russisch: Анато́лий Константи́нович Ля́дов) (Sint-Petersburg, 11 mei 1855 - Novgorod, 28 augustus 1914) was een Russisch componist, docent en dirigent.

## Biografie
Ljadov had zijn grote talent geërfd van zijn vader, die dirigent was. Hij studeerde vanaf 1870 piano en viool en later compositie aan het Conservatorium van Sint-Petersburg, onder meer bij Nikolaj Rimski-Korsakov. Al tijdens zijn studie bleek zijn gebrek aan ijver, waardoor hij in 1876 werd weggestuurd, om twee jaar later opnieuw te worden toegelaten en af te studeren. Vervolgens zou hij zijn leven lang aan deze instelling verbonden blijven als docent. Hij had als leerlingen onder vele anderen Sergej Prokofjev en Nikolaj Mjaskovski.
Als componist schreef Ljadov orkestwerk, pianomuziek en vocale muziek, en uitsluitend korte werken. Symfonieën schreef hij niet, een poging tot een opera mislukte, en de eervolle opdracht die hij in 1910 van impresario Serge Diaghilev kreeg voor het ballet L'Oiseau de Feu leidde tot niets, waarop deze de opdracht uiteindelijk aan de onbekende Igor Stravinsky gaf. Ljadov werd daarmee een componist die vooral beroemd werd om wat hij níet schreef. Ljadovs gebrek aan werklust, mede te wijten aan overmatig drankgebruik, was berucht en ging bovendien gepaard met een overmaat aan zelfkritiek en bescheidenheid.
Voorafgaand aan de opdracht voor de Vuurvogel had Ljadov enkele kleurrijke miniaturen voor orkest afgeleverd: Baba-Jaga (1891-1904), Het betoverde meer (1909) en Kikimora (1909). Baba-Jaga en Kikimora verklanken beide een heks uit de Russische sprookjeswereld, waaraan Ljadov zoals veel van zijn tijdgenoten zeer verknocht was. Het zijn beide verhalende stukken, terwijl het even sprookjesachtige Betoverde meer eerder een schilderij is met een sterk impressionistische inslag. Opgemerkt dient te worden dat Ljadov in dit stuk laat horen goed naar Richard Wagner te hebben geluisterd. Er is sprake van een grote reminiscentie aan het "Waldweben" uit 'Siegfried' van Richard Wagner. Men zou dit als "Klangmalerei" kunnen bestempelen. Behalve uit de sprookjeswereld putte Ljadov ook uit de Russische volksmuziek, bijvoorbeeld in de Acht Russische volksliedjes voor orkest uit 1906. In 1897 had hij deelgenomen aan veldwerk om volksliedjes te verzamelen.
Van zijn talrijke pianominiaturen is waarschijnlijk zijn Muzikale snuifdoos uit 1893 het bekendst.
Ljadov stierf in Polinovka bij Novgorod op het landgoed dat hij door zijn huwelijk in 1884 had verworven en waar hij de zomers doorbracht. Hij werd begraven in het Alexander-Nevskiklooster in Sint-Petersburg.

## Lijst van werken
- Een muzikale snuifdoos (Moezikalnaja tabakerka) op. 32 voor piano (1893)
- Polonaise C-majeur voor orkest - in memoriam Aleksandr Sergejevitsj Poesjkin op. 49
- Polonaise D-majeur voor orkest op. 55
- Baba-Jaga op. 56 (1904)
- Acht Russische volksliedjes op. 58 (1906)
- Het betoverde meer (Volsjebnoje ozero) op. 62 (1909)
- Kikimora op. 63 (1909)